# Ulla Dahlerup
Ulla Dahlerup (ur. 21 marca 1942 w Testrup) – duńska nowelistka, powieściopisarka, dziennikarka. Polityk Duńskiej Partii Ludowej, działaczka kobieca. 

## Życiorys i twórczość
Urodziła się 21 marca 1942 w Testrup w Jutlandii. Jej rodzice, dyrektor liceum Erik Dahlerup i docent Elin Høgsbro Appel, byli nauczycielami. Jej siostrą jest Drude Dahlerup, profesor nauk politycznych na Uniwersytecie Sztokholmskim. 
Brała aktywny udział w ruchu emancypacyjnym kobiet zwanym w Danii Rødstrømper. Debiutowała w 1961 konwencjonalną realistyczną powieścią Żar w popiele, jednak popularność i uznanie przyniósł jej dopiero tom nowel Zagroda świętego Jørgena (1969) wykazujących się dojrzałością artystyczną oraz agresywnym spojrzeniem autorki na rzeczywistość.
W latach 70. była też zaangażowana w ruch kobiecy Rødstrømpebevægelsen, który walczył m.in. o równość kobiet w kwestii zarobków. W 1979 roku zerwała powiązania z tym ruchem, twierdząc, że był on zbyt marksistowski.
Problematykę emancypacji kobiet podjęła w powieści Siostry (1979). W 1985 opublikowała sztukę teatralną zatytułowaną W co się bawić. 
W swoich utworach ukazuje współczesną Danię, poprzez pryzmat spraw codziennych przedstawia charakterystyczne dla Zachodu społeczności oraz wydarzenia ostatnich lat i nastroje. Jest reprezentowana w antologiach opowiadań duńskich.
Jest członkinią Duńskiej Partii Ludowej, z jej ramienia znalazła się na drugim miejscu na liście do Parlamentu Europejskiego, nie została jednak wybrana. 